# Heteropoda muscicapa
Heteropoda muscicapa là một loài nhện trong họ Sparassidae.
Loài này thuộc chi Heteropoda. Heteropoda muscicapa được Embrik Strand miêu tả năm 1911.